# Athena (EU)
Athena (Athena-Mechanismus) ist ein ständiger Mechanismus zur Verwaltung der Finanzierung der gemeinsamen Kosten der Operationen der Europäischen Union mit militärischen oder verteidigungspolitischen Bezügen im Rahmen der Gemeinsamen Sicherheits- und Verteidigungspolitik der EU (GSVP).
Der Athena-Mechanismus besteht seit dem 1. März 2004. Alle EU-Mitgliedsstaaten mit Ausnahme von Dänemark beteiligen sich an diesem Mechanismus.

## Rechtsgrundlage
Gestützt wird Athena durch Artikel 26 Absatz 2 sowie durch Artikel 41 Absatz 2 (Beiträge) des Vertrags über die Europäische Union.

## Organisation
Athena wird von einem Verwalter geführt und unter der Aufsicht eines Sonderausschusses verwaltet, der sich aus Vertretern der Mitgliedstaaten zusammensetzt, die Beiträge zur Finanzierung der jeweiligen Operation leisten sowie durch den Befehlshaber der jeweiligen Operation („Operation Commander“) und einen der Rechnungsführer und mindestens einen stellvertretenden Rechnungsführer, die vom Generalsekretär des Rates der Europäischen Union für jeweils drei Jahren ernannt werden.
Der Sonderausschuss legt die Finanzvorschriften fest sowie Regeln für die Einstellung von Personal und die Auftragsvergabe im Rahmen von Athena.
Das Personal von Athena muss vor der Ernennung eine Ermächtigung zum Zugang zu Verschlusssachen des Rates bis mindestens zum Geheimhaltungsgrad „Secret UE“ oder gleichwertig erhalten haben. Athena kann im Rahmen der ihr zugeteilten Rechts- und Geschäftsfähigkeit Bankkonten unterhalten, Vermögenswerte erwerben, besitzen oder veräußern, Verträge oder Verwaltungsvereinbarungen schließen und vor Gericht auftreten.
Vertreter des Europäischen Auswärtigen Dienstes und der EU-Kommission werden zu den Sitzungen des Sonderausschusses eingeladen, nehmen jedoch nicht an seinen Abstimmungen teil.

## Entstehung
Auf dem EU-Gipfel am 10. und 11. Dezember 1999 in Helsinki (Finnland) beschlossen die Staats- und Regierungschefs während der Zeit des Kosovokrieges, dass die EU-Mitgliedstaaten bis 2003 im Rahmen der freiwilligen Zusammenarbeit bei EU-geführten Operationen in der Lage sein müssen, innerhalb von 60 Tagen Streitkräfte im Umfang von 50.000 bis 60.000 Soldaten, die das gesamte Spektrum der Petersberg-Aufgaben (EU-Eingreiftruppe, später EU Battlegroup) abzudecken vermögen, zu verlegen und diese Kräfte für mindestens ein Jahr im Einsatz zu halten.
Der Rat der Europäischen Union hat am 17. Juni 2002 die Modalitäten für die Finanzierung von EU-geführten Krisenbewältigungsoperationen mit militärischen oder verteidigungspolitischen Bezügen gebilligt. Am 14. Mai 2003 erfolgten erneut Gespräche des Rates über die Notwendigkeit einer Krisenreaktionsfähigkeit, insbesondere für humanitäre Aufgaben und Rettungseinsätze.
Auf dem EU-Gipfel am 19. und 20. Juni 2003 in Thessaloniki (Griechenland) haben die Staats- und Regierungschefs dem zugestimmt. Der Rat der Europäischen Union beschloss am 22. September 2003 die Einrichtung eines Mechanismus bis zum 1. März 2004.
Am 23. Februar 2004 wurde der Beschluss 2004/197/GASP über einen Mechanismus zur Verwaltung der Finanzierung der gemeinsamen Kosten der Operationen der Europäischen Union mit militärischen oder verteidigungspolitischen Bezügen angenommen. Dieser Beschluss wurde anschließend mehrfach geändert und
durch jeweils neue Beschlüsse ersetzt.

## Umfang
Die Mitgliedsstaaten der EU können die gemeinsamen Kosten für Militäroperationen sowie die national von den Mitgliedstaaten getragenen Kosten für über Athena finanzieren.
Hierzu gehören grundsätzlich:
- Kosten für Errichtung und Betrieb der Hauptquartiere, einschließlich Dienstreisekosten, IT-Systeme, Verwaltung, Öffentlichkeitsarbeit, Ortskräfte, Verlegung und Unterkunft für operativ-taktische Hauptquartiere (Gefechtsstände, FHQ), Hauptquartier des Kommandos einer Streitkraftkomponente (CCHQ)
- für die Einsatzkräfte allgemein die Infrastruktur, die medizinische Versorgung (im Einsatzgebiet), MedEvac, Erkennungszeichen, Informationsgewinnung (Satellitenbilder),
- Erstattungen an die oder von der NATO oder anderen Organisationen wie bspw. den Vereinten Nationen.
- Schadensersatzzahlungen und Kosten aus Ansprüchen und Klagen, die über Athena abzugelten sind.
- Einstellung von lokalem zivilen Personal zur Durchführung der Mission (Dolmetscher, Fahrer usw.).

Durch Beschluss des Rates der Europäischen Union können auch Kosten für den Transport und der Unterkunft von Einsatzkräften sowie für multinationale Hauptquartiere unter Gefechtsstandsebene mitfinanziert werden.
Auf Ersuchen des Befehlshabers der betreffenden Operation und mit Zustimmung des Sonderausschusses können auch Kasernen und Unterkünfte und weitere Infrastrukturmaßnahmen, sowie unbedingt erforderliche zusätzliche Ausrüstung, medizinische Versorgung, Informationsgewinnung (Nachrichtengewinnung, Überwachung und Aufklärung (Intelligence, Surveillance and Reconnaissance; ISR) im Einsatzgebiet, einschließlich Luft-Boden-Überwachung (Alliance Ground Surveillance; AGS); Human Intelligence), sowie besonders kritische Fähigkeiten im Einsatzgebiet beispielsweise ABC-Schutz (CBRN), Kampfmittelbeseitigung und Minenräumung über den Athena-Mechanismus finanziert werden.

## Finanzierte EU-Missionen und -Operationen

### Laufende Missionen
- EUFOR Althea (Bosnien und Herzegowina)
- EU NAVFOR Mediterannean (südliches zentrales Mittelmeer)
- EU NAVFOR Somalia – Operation Atalanta (Horn von Afrika)
- EUTM Somalia
- EUTM Mali
- EUMAM RCA

### Abgeschlossene Missionen
- AMIS 2 (Sudan) (Juli 2005 – Dezember 2007)
- EUFOR RD Congo (Juni 2006 – November 2006)
- EUFOR Tchad/RCA (Januar 2008 – März 2009)
- EUFOR Libyen (April 2011 – November 2011)
- EUFOR RCA (Februar 2014 – März 2015)